# Semiothisa albipuncta
Semiothisa albipuncta är en fjärilsart som beskrevs av W. Warren 1894. Semiothisa albipuncta ingår i släktet Semiothisa och familjen mätare. Inga underarter finns listade i Catalogue of Life.